# Kościół Ducha Świętego w Słubicach
Kościół pw. Ducha Świętego w Słubicach – kościół parafialny należący do dekanatu Rzepin, diecezji zielonogórsko-gorzowskiej, metropolii szczecińsko-kamieńskiej, zlokalizowany w Słubicach, w powiecie słubickim, w województwie lubuskim, mieszczący się przy ul. Wojska Polskiego 140 w Słubicach.

## Historia kościoła
- 1988 – zakup od miejscowego gospodarza zdewastowanego domu i zabudowań gospodarczych. Po uzyskaniu zgody władz miejskich budynki gospodarcze dostosowano do celów sakralnych, tworząc kaplicę, która do dzisiaj służy celom kultowym. Nową parafię utworzono z podziału parafii NMP Królowej Polski w Słubicach.
- 2 października 1988 – akt erekcyjny pod budowę nowego kościoła.
- 1992–1995 – budowa kościoła.
- 1995[2] – poświęcenie kościoła przez bpa Adama Dyczkowskiego.

## Stacje radiowe
| Częstotliwość w MHz | Nazwa stacji      | Moc w kW | Polaryzacja | RDS      |
| ------------------- | ----------------- | -------- | ----------- | -------- |
| 90,6                | Radio Plus Gorzów | 0,1      | V           | __PLUS__ |
| 92,3                | Radio Maryja      | 0,5      | V           | R>MARYJA |

## Kościoły filialne
- Drzecin - kościół pw. Matki Bożej Rokitniańskiej
- Lisów - kościół pw. Najświętszego Serca Pana Jezusa

## Kaplice
- Kolonia Lubusz – św. Maksymiliana M. Kolbe
- Nowy Lubusz – zaadaptowana świetlica wiejska
- Pławidło – św. Stanisława Kostki
- Słubice – kaplica w Katolickim Centrum Studenckim
- Słubice – Matki Bożej Nieustającej Pomocy (szpital)
- Słubice, os. Krasińskiego – Matki Bożej Cudownego Medalika